# قرار مجلس الأمن التابع للأمم المتحدة رقم 1112
قرار مجلس الأمن التابع للأمم المتحدة رقم 1112، المتخذ بالإجماع في 12 حزيران / يونيو 1997، بعد التذكير بالقرار 1031 (1995) و1088 (1996)، وافق المجلس على تعيين كارلوس وستندورب ممثلاً سامياً للبوسنة والهرسك.
وفي إشارة إلى اتفاق دايتون، أعرب المجلس عن تقديره لعمل كارل بيلت كممثل سام واتفق على أن يخلفه كارلوس وستندورب. وجدد التأكيد على دور الممثل السامي في مراقبة تنفيذ اتفاق دايتون وتنسيق أنشطة المنظمات والوكالات المدنية التي تعمل على تنفيذ الاتفاق. وأخيرًا، أعاد التأكيد أيضًا على دور الممثل السامي باعتباره السلطة النهائية فيما يتعلق بتفسير الملحق 10 بشأن التنفيذ المدني لاتفاقية السلام.

## روابط خارجية
- نص القرار في undocs.org